# 10ユニバーサル・シティ・プラザ
10ユニバーサル・シティ・プラザ（テン・ユニバーサル・シティ・プラザ 10 Universal City Plaza）は、カリフォルニア州ユニバーサル・シティにある超高層ビル。

## 概要
35階建てで、高さは506フィート（154.3メートル）ある。NBCユニバーサルなどの企業がオフィスを構えている。1984年に完成した。